# Monanthes minima
Monanthes minima är en fetbladsväxtart. Monanthes minima ingår i släktet Monanthes och familjen fetbladsväxter.

## Underarter
Arten delas in i följande underarter:
- M. m. adenoscepes
- M. m. minima